# Paleacrita speciosa
Paleacrita speciosa là một loài bướm đêm trong họ Geometridae.